# Cola suboppositifolia
Cola suboppositifolia är en malvaväxtart som beskrevs av Martin Roy Cheek. Cola suboppositifolia ingår i släktet Cola och familjen malvaväxter. Inga underarter finns listade i Catalogue of Life.